# Lemuria błękitnooka
Lemuria błękitnooka, mokok niebieskooki (Eulemur flavifrons) – gatunek ssaka naczelnego z rodziny lemurowatych (Lemuridae). Jest endemitem północno-zachodniej części Madagaskaru, krytycznie zagrożonym wyginięciem. Jako przedstawiciel naczelnych, ma silne ręce z dłońmi podobnymi do ludzkich. Od wewnątrz pokrywa je gumowata tekstura, zapewniająca dobrą przyczepność do gałęzi. Dłuższy od ciała ogon nie jest chwytny.

## Taksonomia
Gatunek po raz pierwszy zgodnie z zasadami nazewnictwa binominalnego opisał w 1867 roku brytyjski zoolog John Edward Gray, nadając mu nazwę Prosimia flavifrons. Miejsce typowe to Madagaskar. Holotyp to skóra i czaszka na wpół dorosłej samicy (sygnatura BMNH 1867.10.5.19) ze zbiorów Muzeum Historii Naturalnej w Londynie.
We wcześniejszych ujęciach systematycznych traktowany jako podgatunek E. macaco, ale w 2008 roku ponownie wskrzeszony do rangi gatunku. Strefę krzyżowania lub intergradacji z E. macaco zidentyfikowano na wschód od rzeki Andranomalaza w górach Manongarivo oraz u podnóża południowego Sambirano, w tym części Rezerwatu specjalnego Manongarivo. Według obserwacji, takie osobniki przypominają E. flavifrons kolorem futra i brakiem kępek uszu, ale mają jasnobrązowe oczy.
Autorzy Illustrated Checklist of the Mammals of the World uznają ten gatunek za monotypowy.

### Etymologia
- Eulemur: gr. ευ eu ‘typowy, dobry, prawdziwy’; rodzaj Lemur Linnaeus, 1758 (lemur)[10].
- flavifrons: łac. flavus ‘żółty, złoto-żółty’; frons, frontis ‘czoło’[11].

## Zasięg występowania
Lemuria błękitnooka występuje na obszarze północno-zachodniego Madagaskaru, ograniczona do kilku małych, odizolowanych obszarów leśnych na południe od miejsca występowania E. macaco, od rzeki Andranomalaza (chociaż zgłaszano obserwacje na północny wschód od rzeki, na wschód od Rezerwatu specjalnego Manongarivo) na południe do rzeki Maevarano i na wschód do rzeki Sandrakota.

## Morfologia
Osiąga długość 90–100 cm, z czego 39–45 cm stanowi ciało, natomiast ogon od 51 do 65 cm; masa ciała 1,8–1,9 kg. Jak wiele innych gatunków z rodzaju Eulemur, mokoki niebieskookie cechuje wyraźny dymorfizm płciowy. Samce mają jednolicie czarną sierść, czasem zabarwioną na brązowo u nasady. Samice zaś są czerwonawo-brązowe, od spodu jeszcze jaśniejsze. Mają łagodniejsze zarysy twarzy. Pysk samicy jest ciemnobrązowy lub szary, natomiast podeszwy dłoni i stóp u obu płci mają podobny ciemny kolor. Obie płcie mają również niebieskie oczy, jako jedne z niewielu naczelnych poza ludźmi. Odcienie niebieskiego mogą być rozmaite – od intensywnego, przez jasny błękit do szaroniebieskiego.
Są dość podobne do lemurii czarnej, można je odróżnić po oczach (tamten ma pomarańczowo-czerwone), braku wydatnych uszu i długich szorstkich włosów na policzkach. W rezerwacie Manongarivo, gdzie zasięg występowania obu gatunków pokrywa się, podobno żyją ich krzyżówki, które jednak zawsze mają pomarańczowe oczy. Zresztą do 2008 roku lemuria niebieskooka była uważana za podgatunek lemurii czarnej (E. macaco flavifrons).

## Zachowania
Ta lemuria nie była szczegółowo badana na wolności, ale wiadomo, że jest dość towarzyska. Wielkość stad waha się od czterech do jedenastu osobników. Samice są dominujące, jak u większości lemurów. Samce natomiast są w grupie liczniejsze. Uważa się, że mokoki niebieskookie są poligyniczne. Samice rodzą jedno lub dwa młode w czerwcu lub lipcu, po ciąży trwającej od 120–129 dni. Osobniki przechodzą na stały pokarm po około 5–6 miesiącach, a dojrzałość osiągają mniej więcej w wieku 2 lat. W niewoli mogą żyć od 15 do 30 lat; skąpe dane odnośnie długości życia na wolności. Na zmianę zasypiają i są aktywne kilka razy w ciągu doby. Aktywność nocna uzależniona jest od intensywności blasku Księżyca.
Przedstawiciele gatunku komunikują się z pomocą znaków zapachowych, odgłosów i być może niektórymi wyrazami twarzy. Ślady zapachowe są ważnym środkiem komunikacji, podobnie jak u większości lemurowatych. Samice znakują drzewa, pocierając gruczołami znajdującymi się okolicy krocza. Osobniki męskie mają takie także przy nadgarstkach, dłoniach i na czubku głowy. Niewiele wiadomo o wydawanych odgłosach, ale zaobserwowano różne pomruki, ćwierknięcia, szczeknięcia i klikanie. Samce wydają donośny dźwięk, gdy są zdenerwowane.
Zaobserwowano również, że jest to gatunek bardzo agresywny. Często dochodzi do starć wewnątrz stada, zwłaszcza podczas godów i przed narodzinami. W niewoli zaobserwowano, że zabijają młode innych lemurowatych, co jest bardzo rzadkim zachowaniem – przede wszystkim w niewoli.
Zamieszkuje pierwotne i wtórne subtropikalne, tak wilgotne jak i suche, lasy na północno-zachodnim krańcu Madagaskaru.

### Odżywianie
Owoce, pyłki i nektar stanowią trzon diety tej lemurii. W porze suchej, kiedy brakuje pożywienia, może zjadać też liście, nasiona i jagody, rzadko owady. Może również nachodzić pola uprawne i spożywać plony, co wiąże się z ryzykiem zemsty ze strony rolników.
Mokok niebieskooki wspomaga rozprzestrzenianie gatunków lasów deszczowych. Trawi sam miąższ, bez nasion zjadanych owoców. Tym samym rozsiewa wraz z naturalnym nawozem ponad 50 gatunków roślin. Niektóre z nich specjalne się przystosowały, by być rozsiewane przez tę lemurię. Zwierzę również zapyla wiele roślin, kiedy zjada ich nektar i pyłek.

## Status zagrożenia i ochrona
W Czerwonej księdze gatunków zagrożonych Międzynarodowej Unii Ochrony Przyrody (IUCN) lemuria błękitnooka klasyfikowana jest jako gatunek krytycznie zagrożony (CR – ang. critically endangered). Gatunek jest ujęty w Załączniku I do konwencji waszyngtońskiej (CITES).
Człowiek wyciął i wypalił pod uprawy niemal wszystkie siedliska tego gatunku. W rezultacie prawie wyginął on na wolności. Szacuje się, że w środowisku naturalnym żyje ledwo 1000 osobników, a liczebność wciąż spada. Oprócz kurczących się siedlisk, przyczynił się do tego odstrzał i chwytanie w pułapki.